# Стајка
Стајка (алб. Stajkë) је село на сјеверу Албаније, у општини Дањски Брод. 
Западно од овог села је село Космач, а веће насељено мјесто источније је Дањски Брод (Дањ).
Иван Јастребов ово село као и села Фишта, Скотари и друга спомиње да су записана у мировном уговору између Стефана Црнојевића и Венеције из 1455. године. 
Уговор је закључен на острву Врањина, а споменута мјеста су тада била насељена православцима. 